# Prix anti-Goncourt
Le prix anti-Goncourt est un prix littéraire français créé par Jean-Edern Hallier au début des années 1970.

## Contexte
Dans un but de dérision et de lutte contre l'institution qu'il trouvait truquée du véritable prix Goncourt, Jean-Edern Hallier, écrivain anti-conformiste, que l'on disait vexé d'avoir été évincé du Goncourt, anima une polémique active contre le prix et ses lauréats, avec notamment Jack Thieuloy, qui se concrétisa par des actions d'éclat, engins incendiaires déposés sur le palier de membres du jury en 1975, ou comme l'attentat au ketchup en 1977 contre Michel Tournier, Prix Goncourt en 1970 et membre de l'académie.
Le prix anti-Goncourt était décerné le même jour que le prix Goncourt. Il n'a pas survécu à la disparition de Jean-Edern Hallier en 1997.
Ne pas confondre avec le prix Renaudot qui est souvent qualifié par la presse d'anti-Goncourt dans la mesure où il représente une alternative au prix Goncourt.

## Liste des lauréats
- 1976 - Jack Thieuloy pour La Geste de l'employé, éd. Hallier.